# Trachelochismus
Trachelochismus är ett släkte av fiskar. Trachelochismus ingår i familjen dubbelsugarfiskar.
Kladogram enligt Catalogue of Life:
| Trachelochismus | \| \| Trachelochismus melobesia \| \| \| \| \| \| Trachelochismus pinnulatus \| \| \| \| |
|                 | \| \| Trachelochismus melobesia \| \| \| \| \| \| Trachelochismus pinnulatus \| \| \| \| |
|                 | Trachelochismus melobesia                                                                |
|                 |                                                                                          |
|                 | Trachelochismus pinnulatus                                                               |
|                 |                                                                                          |